# نيكولا راك
نيكولا راك هو لاعب كرة قدم كرواتي في مركز الوسط، ولد في 29 أغسطس 1987 في زغرب في كرواتيا. لعب مع نادي سلافن بيلوبو ونادي واريورز.

## وصلات خارجية
- نيكولا راك على موقع قاعدة بيانات كرة القدم.إي يو (الإنجليزية)
- نيكولا راك على موقع Soccerway.com (الإنجليزية)
- نيكولا راك على موقع عالم كرة القدم.نت (الإنجليزية)